# N-strålar
N-strålar var en föreslagen form av strålning som beskrevs av den franske fysikern Prosper-René Blondlot 1903. N-strålarna var ett av vetenskapens många blindspår där ursprungsupptäckten ibland kunde reproduceras av andra men oftast inte och har därför kommit att bli ett exempel på omedvetet metodfel inom forskning, så kallad förväntansbias.

## N-strålning

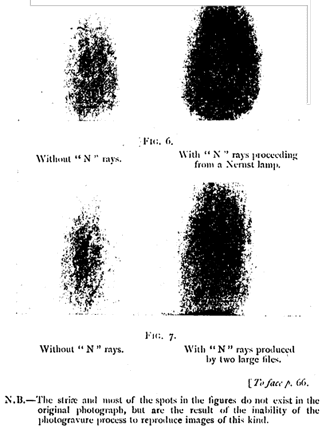
N-strålar fångade på fotografisk plåt.

N-strålningen upptäcktes av den franske fysikprofessorn Prosper-René Blondlot som variationer i gnistornas ljusstyrka vid hans undersökningar av elektriska urladdningar i röntgenstrålning. Av detta drog han slutsatsen att ljusstyrkevariationerna berodde på att en strålning sändes ut, av Blondlot betecknad som N-strålning, Nancystrålning efter Blodlots födelsestad och resultaten publicerades 1903. Strålningen kunde senare reproduceras av andra forskare både inom och utom Frankrike och den påvisades från metaller och till och med från människor, som dokumenterades även på fotografiska plåtar. Strålningen från människor förbands ha samband med psykofysisk aktivitet och följaktligen avtog den efter exempelvis inokulation av curare.
Flera mycket kvalificerade fysiker lyckades emellertid inte att reproducera försöken och man misstänkte därför att det rörde sig om ett fel i forskningsmetoden. Bland annat beordrades den tyske fysikern Heinrich Rubens av kejsar Wilhelm att framställa N-strålar, vilket misslyckades och han skulle därför fara till Blondlot och lära sig, men istället blev det den amerikanske fysikern Robert W. Wood som åkte. Wood var känd för att kunna avslöja svagheter vid fysiska försök och hade inte några tidigare bindningar till Blondlot.

## Woods besök på laboratoriet
Första försöket vid Woods besök var då N-strålningen skulle ändra ljusstyrkan på urladdningsgnistor mot en glasskärm då en hand fördes mellan N-strålkällan och gnistorna. Woods såg ingen skillnad och det förklarades med att hans ögon inte var tillräckligt känsliga. Nästa försök var med en aluminiumlins som också misslyckades. Vid ett försök med ett aluminiumprisma skedde ingen förändring ens när Woods tog bort prismat från strålgången och så vidare med negativa resultat vid de olika försöken.
Woods publicerade 1904 sina erfarenheter i tidskriften Nature. Han frågar sig där, varför inte de som fick resultat med N-strålar och de som misslyckades kunde göra försöken gemensamt, som gjorts vid andra tillfällen med tveksamma forskningsresultat.
Efter Woods artikel med misslyckandena svalnade intresset för n-strålarna först utomlands, men efterhand även i Frankrike så att forskningen helt upphört 1909.

## Förväntansbias, ett metodfel
Blondlots laboratorium var alltid öppet för utomstående forskare och Blondlot var mycket hjälpsam med information till andra så inget tyder på att vare sig pseudovetenskap eller fusk i forskningen förekom. N-strålarna var resultatet av att en hypotes prövades, där förväntningarna omedvetet påverkade vad forskaren observerade – observationerna blev teoriimpregnerade, ett metodfel, vilket lätt sker när inga objektiva (”hårda”) data presenteras utan enbart subjektiva iakttagelser.